# UCI Asia Tour 2009
L'UCI Asia Tour 2009 fu la quinta edizione dell'UCI Asia Tour, uno dei cinque circuiti continentali di ciclismo dell'Unione Ciclistica Internazionale. Era composto da trentasette corse, ridotte poi a trentuno effettive, che si svolsero tra ottobre 2008 e settembre 2009 in Asia, più le gare dei campionati asiatice di ciclismo su strada.

## Calendario

### Ottobre 2008
| Data  | Prova                      | Cat. | Vincitore             | Squadra                   |
| ----- | -------------------------- | ---- | --------------------- | ------------------------- |
| 4-8   | Tour of Milad du Nour      | 2.2  | Ahad Kazemi           | Tabriz Petrochemical Team |
| 12-16 | Kerman Tour                | 2.2  | Ghader Mizbani        | Tabriz Petrochemical Team |
| 19-25 | Tour de Hong Kong Shanghai | 2.2  | Christoff Van Heerden | Konica Minolta-Bizhub     |
| 26    | Japan Cup (2008)           | 1.HC | Damiano Cunego        | Lampre-N.G.C.             |

### Novembre 2008
| Data  | Prova            | Cat. | Vincitore        | Squadra                   |
| ----- | ---------------- | ---- | ---------------- | ------------------------- |
| 8-9   | Tour de Okinawa  | 2.2  | Yukiya Arashiro  | Meitan Hompo-GDR          |
| 11-18 | Tour of Hainan   | 2.1  | Boris Špilevskij | Russia                    |
| 23-5  | Tour d'Indonesia | 2.2  | Ghader Mizbani   | Tabriz Petrochemical Team |

### Dicembre 2008
| Data  | Prova                             | Cat. | Vincitore            | Squadra                             |
| ----- | --------------------------------- | ---- | -------------------- | ----------------------------------- |
| 13    | Al-Khor International Grand Prix  | 1.2  | Rafaâ Chtioui        | Doha Team                           |
| 14-21 | Tour of South China Sea           | 2.2  | Xu Gang              | Hong Kong Shanghai Sports Institute |
| 14    | Losail International Grand Prix   | 1.2  | Abdelbasset Hannachi | Doha Team                           |
| 15    | Messaeed International Grand Prix | 1.2  | Ayman Ben Hassine    | Doha Team                           |
| 16    | Doha International Grand Prix     | 1.2  | Ayman Ben Hassine    | Doha Team                           |
| 18-20 | Cycling Golden Jersey             | 2.2  | Alexey Lyalko        | Kazakistan                          |

### Gennaio
| Data | Prova                    | Cat. | Vincitore         | Squadra   |
| ---- | ------------------------ | ---- | ----------------- | --------- |
| 23   | H. H. Vice President Cup | 1.2  | Ayman Ben Hassine | Doha Team |
| 24   | Emirates Cup             | 1.2  | Ayman Ben Hassine | Doha Team |
| 26   | UAQ International Race   | 1.2  | Annullata         |           |

### Febbraio
| Data | Prova            | Cat. | Vincitore  | Squadra                          |
| ---- | ---------------- | ---- | ---------- | -------------------------------- |
| 1-6  | Tour du Qatar    | 2.1  | Tom Boonen | Quick Step                       |
| 9-15 | Tour de Langkawi | 2.HC | José Serpa | Serramenti Diquigiovanni-Androni |

### Marzo
| Data | Prova          | Cat. | Vincitore          | Squadra            |
| ---- | -------------- | ---- | ------------------ | ------------------ |
| 8-14 | Tour de Taïwan | 2.2  | Krzysztof Jezowski | Merida Europe Team |

### Aprile
| Data  | Prova             | Cat. | Vincitore       | Squadra                      |
| ----- | ----------------- | ---- | --------------- | ---------------------------- |
| 4-9   | Tour de Thaïlande | 2.2  | Andrew Bajadali | Kelly Benefit Strategies     |
| 19-26 | Jelajah Malaysia  | 2.2  | Timothy Roe     | Savings & Loans Cycling Team |
| 30-3  | Tour de Singkarak | 2.2  | Ghader Mizbani  | Tabriz Petrochemical Team    |

### Maggio
| Data  | Prova                  | Cat. | Vincitore          | Squadra                   |
| ----- | ---------------------- | ---- | ------------------ | ------------------------- |
| 9-13  | President Tour of Iran | 2.2  | Ghader Mizbani     | Tabriz Petrochemical Team |
| 17-24 | Tour of Japan          | 2.2  | Sergio Pardilla    | Carmiooro-A-Style         |
| 28-31 | Tour de Kumano         | 2.2  | Valentin Iglinskij | Kazakistan                |

### Giugno
| Data  | Prova                        | Cat. | Vincitore     | Squadra             |
| ----- | ---------------------------- | ---- | ------------- | ------------------- |
| 5-14  | Tour de Korea                | 2.2  | Roger Beuchat | Stegcomputer-Neotel |
| 20-21 | Petaling Jaya City Criterium | 2.2  | Annullata     |                     |

### Luglio
| Data  | Prova                     | Cat. | Vincitore      | Squadra                   |
| ----- | ------------------------- | ---- | -------------- | ------------------------- |
| 1-7   | Tour d'Azerbaïdjan        | 2.2  | Annullata      |                           |
| 11-19 | Wind from the East        | 2.2  | Annullata      |                           |
| 17-26 | Tour of Qinghai Lake      | 2.HC | Andrej Mizurov | Tabriz Petrochemical Team |
| 20-21 | Melaka Chief Minister Cup | 2.2  | Annullata      |                           |
| 23-25 | Jelajah Negeri Sembilan   | 2.2  | Annullata      |                           |
| 28-30 | Perlis Open               | 2.2  | Anuar Manam    | Azad University Iran      |

### Agosto
| Data | Prova                                    | Cat. | Vincitore           | Squadra                   |
| ---- | ---------------------------------------- | ---- | ------------------- | ------------------------- |
| 8-10 | Tour of East Java                        | 2.2  | Andrej Mizurov      | Tabriz Petrochemical Team |
| 16   | Campionati asiatici - Prova a cronometro | CC   | Dmitrij Fofonov     | Kazakistan                |
| 19   | Campionati asiatici - Prova in linea     | CC   | Aleksandr Vinokurov | Kazakistan                |

### Settembre
| Data | Prova            | Cat. | Vincitore        | Squadra          |
| ---- | ---------------- | ---- | ---------------- | ---------------- |
| 9-13 | Tour de Hokkaido | 2.2  | Takashi Miyazawa | EQA-Meitan Hompo |

## Classifiche
Aggiornate al 30 settembre 2009.
| Pos. | Corridore            | Squadra      | Punti  |
| ---- | -------------------- | ------------ | ------ |
| 1    | Ghader Mizbani       | Tabriz Petr. | 384,5  |
| 2    | Andrej Mizurov       | Tabriz Petr. | 368,5  |
| 3    | Boris Špilevskij     |              | 254    |
| 4    | Dmitrij Fofonov      |              | 242    |
| 5    | Valentin Iglinskij   |              | 217    |
| 6    | Ayman Ben Hassine    | Doha Team    | 179,66 |
| 7    | Abdelbasset Hannachi | Doha Team    | 178    |
| 8    | Takashi Miyazawa     | EQA-Meitan   | 161    |
| 9    | Taiji Nishitani      | Aisan Racing | 152,25 |
| 10   | Jai Crawford         | Savings & L. | 146    |

| Pos. | Squadra                          | Punti  |
| ---- | -------------------------------- | ------ |
| 1    | Tabriz Petrochemical Team        | 1015   |
| 2    | Doha Team                        | 628,66 |
| 3    | Azad University Iran             | 438    |
| 4    | Serramenti Diquigiovanni-Androni | 335    |
| 5    | EQA-Meitan Hompo                 | 268    |
| 6    | Aisan Racing Team                | 250    |
| 7    | Savings & Loans Cycling Team     | 240    |
| 8    | Cervélo TestTeam                 | 228    |
| 9    | Seoul Cycling                    | 210    |
| 10   | Carmiooro-A-Style                | 205    |

| Pos. | Nazione       | Punti   |
| ---- | ------------- | ------- |
| 1    | Kazakistan    | 1259,82 |
| 2    | Iran          | 1015,5  |
| 3    | Giappone      | 780,25  |
| 4    | Malaysia      | 292     |
| 5    | Uzbekistan    | 255,98  |
| 6    | Corea del Sud | 255     |
| 7    | Kirghizistan  | 185     |
| 8    | Cina          | 183     |
| 9    | Hong Kong     | 150     |
| 10   | Siria         | 139     |